# Pringgabaya (plaats)
Pringgabaya is een bestuurslaag in het regentschap Oost-Lombok van de provincie West-Nusa Tenggara, Indonesië. Pringgabaya telt 13.548 inwoners (volkstelling 2010).